# Volume molare

La relazione tra massa, quantità di sostanza, volume e numero di particelle.

In chimica, il volume molare (vm) è il volume occupato da una mole di una determinata sostanza.

Si può calcolare come rapporto tra il volume (V) e la quantità di sostanza (n) di una sostanza in esso contenuto:
{\displaystyle V_{\mathrm {m} }={\frac {V}{n}}}
L'unità di misura nel Sistema Internazionale è il metro cubo su mole (m3mol−1).

## Volume nei gas ideali e volume molare standard
Per un gas ideale, il volume molare standard è il volume occupato da una mole a temperatura e pressione standard (STP).
Equivale a 0,02241396954 m3mol−1 o a 22,414 L/mol.
Tale valore si ricava sostituendo le coordinate termodinamiche STP nella equazione di stato dei gas perfetti, che si può esprimere nella forma:
{\displaystyle pV_{m}=RT}
sostituendo alla costante dei gas R il suo valore e la temperatura e la pressione  standard (nelle unità SI sono rispettivamente 273,15 K e 101,325 kPa): {\displaystyle V_{m}={\frac {8,314462618\times 273,15}{101,325}}\times 10^{-3}\ m^{3}/mol=22,41399\ L/mol}

## Legge di Avogadro
L'uniformità del volume molare in tutti i gas è garantita dalla legge di Avogadro, nota anche come legge di Avogadro-Ampère, che afferma che moli uguali di gas diversi in condizioni normali (STP) occupano lo stesso volume. La legge di Avogadro si deriva dalla equazione di stato dei gas perfetti, in questa maniera:
- equazione di stato dei gas perfetti:

{\displaystyle pV=nRT}
- legge di Avogadro:

{\displaystyle {\frac {p}{RT}}={\frac {n}{V}}}
Il secondo membro dell'equazione della legge di Avogadro è il numero di moli fratto il volume, cioè la concentrazione molare del gas, che rimane costante restando costanti pressione e temperatura al primo membro.
Inoltre, sostituendo a V il volume molare (22,414 L), si ottiene al posto di n, NA la costante di Avogadro (6,022×1023), cioè il numero di particelle (atomi, molecole o ioni contenute in una mole), o il volume molare di un gas.

### Eccezioni
Il volume molare di un gas reale non è uguale per tutte le sostanze.
Ad esempio elio e azoto hanno volume molare 22,4 L, mentre il diossido di carbonio 22,26 L e il cloro 22,99 L.
Tuttavia, per convenienza pratica, viene utilizzato il valore di 22,4 L/mol per ogni gas in condizioni STP approssimandone il comportamento a quello di un gas ideale.

## Volume nella fase condensata
Per le sostanze solide e liquide il volume molare è solitamente riferito alla temperatura di 298,15 K (ovvero 25 °C).
È possibile calcolarlo dividendo la massa molare per la densità:
{\displaystyle V_{\rm {m}}={M \over \rho }}